# 다비드 로페스 페르난데스
호르헤 다비드 로페스 페르난데스(스페인어: Jorge David López Fernández, 1956년 4월 23일, 아스투리아스 주 투론 ~)는 줄여서 다비드(스페인어: David)로 알려진 스페인의 전직 축구 선수로, 현역 시절 미드필더로 활약했다.

## 수상
스포르팅 히혼
- 코파 델 레이 준우승: 1980–81, 1981–82